# Światła rampy
Światła rampy (oryg. Limelight) – amerykański czarno-biały komediodramat z 1952 roku w reżyserii  Charliego Chaplina. Stanowi on pożegnanie z jego słynną postacią Trampa. Chaplin zaprosił do współpracy swego odwiecznego rywala Bustera Keatona, który zagrał partnera Calvero.

## Fabuła

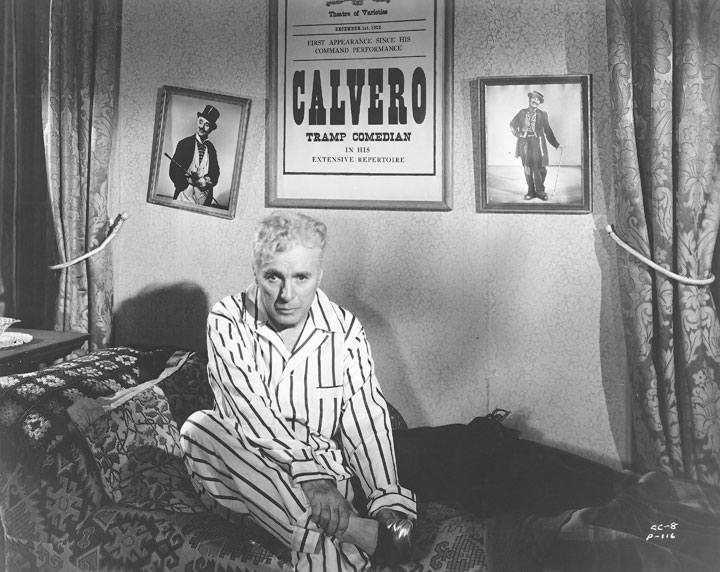
Scena z filmu

Akcja filmu toczy się w Londynie. Calvero, zapomniany komik, ratuje młodą kobietę, Therezę, która podejmuje samobójczą próbę przez odkręcenie gazu. Wcześniej była baletnicą, ale przerwała karierę gdy dostała gorączki reumatycznej i sparaliżowania nóg z powodu przeżycia, jakim było zobaczenie siostry jako ulicznicy. Calvero pomaga Therezie wyjść z choroby i stać się wielką gwiazdą. Sam również dostaje angaż do tego samego baletu, co kobieta i wydaje się, że odzyskuje dawną sławę. Jednak w trakcie późniejszego kabaretowego występu niefortunnie spada ze sceny i umiera.

## Obsada
- Charles Chaplin – Calvero
- Claire Bloom – Thereza
- Buster Keaton – partner Calvera
- Sydney Chaplin – Neville
- Norman Lloyd – Bodalink
- Wheeler Dryden – doktor Therezy
- Barry Bernard – John Redfern
- Stapleton Kent – Claudius
- Mollie Glessing – pokojówka
- Leonard Mudie – doktor Blake